# Remus Opreanu, Constanța
Remus Opreanu (în trecut Alibei-Ceair, în turcă Alibeyçayır) este o localitate componentă a municipiului Medgidia din județul Constanța, Dobrogea, România.
 Acest articol despre o localitate din județul Constanța este deocamdată un ciot. Puteți ajuta Wikipedia prin completarea lui.